# Mérei Gyula
Mérei Gyula, születési nevén Grünwald Gyula (Budapest, 1911. július 19. – Szeged, 2002. június 29.) magyar történész, egyetemi tanár, a Magyar Tudományos Akadémia rendes tagja (1979). Kutatási területe: 19–20. századi magyar gazdaság- és társadalomtörténet, a dualizmus korának politikai története, historiográfia, metodológia.

## Életpályája
Budapesten született Grünwald József (1880–1919) kereskedő és Rothauser Anna gyermekeként. 1930-ban édesanyja második férje, Mérei Dezső (1891–1944) örökbe fogadta és nevére vette. A budapesti Pázmány Péter Tudományegyetemen folytatott felsőfokú tanulmányokat történelem-latin szakon 1929–1934-ig. Mestere Szekfű Gyula történész. 1934-ben nyert történelem-latin szakos középiskolai tanári oklevelet. 1934-ben védte meg Magyar politikai pártprogramok : 1867–1914. c. egyetemi doktori disszertációját. 1934–1938-ig kutatói ösztöndíjjal Bécsben történelmi és gazdaságtörténeti tanulmányokat folytatott. 1938–1948-ig a Budapesti Kereskedelmi és Iparkamara munkatársaként dolgozott, történeti kutatásait nem hagyta abba, 1946-ban magántanárrá habilitálták a budapesti egyetemen.
Önálló katedrához a Szegedi Tudományegyetemen jutott, a Magyar Történeti, később Új- és Legújabbkori Magyar Történeti Tanszék élére került 1951. szeptember 1-jén mint tanszékvezető egyetemi docens, 1952-től mint tanszékvezető egyetemi tanár. Az újonnan bevezetett szovjet tudományos szisztéma szerint 1952-ben megvédte kandidátusi disszertációját, 1967-ben akadémiai nagydoktoriját. Mind az oktatásban, mind a kutatásban élen járt, a tudomány- és oktatásszervezésből is kivette részét, a tanszékvezetés mellett 1960–1964-ig a Bölcsészettudományi Kar dékáni tisztét töltötte be. Tagja volt megalakulása óta az MTA Történettudományi Bizottságának, valamint a Tudományos Minősítő Bizottságnak. Több folyóirat szerkesztőbizottságában dolgozott:  Századok (1948–62), Párttörténeti Közlemények (1962–89), Acta Historica Academiae Scientiarum Hungaricae (1985–90).
Az MTA 1973-ban választotta be levelező, 1979-ben rendes tagjai sorába. 1981-ben vonult nyugalomba. Mérei Gyula 75. születésnapját munkatársai, hallgatói emlékkötet kiadásával és születésnapi rendezvénnyel ünnepelték. Az 1960-as, 1970-es években meghatározó személyisége volt a JATE Történeti Intézetének.
Szegeden érte a halál; a szegedi Belvárosi temetőben nyugszik.
Felesége Márkus Ilona (1913–2002) főkönyvelő volt. Második felesége Ördögh Piroska (1926–2021) egyetemi oktató, akivel 42 évig éltek együtt. Lányai: Bayerné Mérei Éva (1947–) filozófus, kandidátus és Mérei Vera főiskolai docens.

## Művei (válogatás)

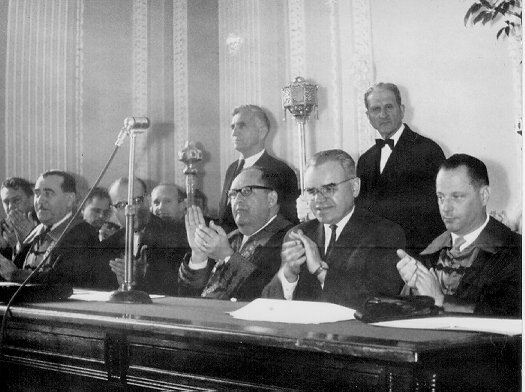
Az egyetem vezetése,
jobbról az első Mérei Gyula dékán

- Magyar politikai pártprogramok : 1867–1914. Budapest, 1934. 363 p.
- Polgári radikalizmus Magyarországon : 1900–1919. Budapest, 1947. 127 p.
- Mezőgazdasági és agrártársadalom Magyarországon : 1790–1848. Budapest, 1948. 215 p.
- Munkásmozgalmak : 1848–49. (Forráspublikáció). Budapest, 1948. 269 p.
- Magyar iparfejlődés : 1790–1848. Budapest, 1951. 428 p.
- Föderációs tervek Délkelet-Európában és a Habsburg Monarchia: 1840–1918. Budapest, 1965. 164 p.
- Die Idee der europäischen Integration in der westdeutschen bürgerlichen Geschichtsschreibung. Budapest, 1966. 206 p.
- A magyar októberi forradalom és a polgári pártok. Budapest, 1969. 215 p.
- A magyar polgári pártok programjai (1867–1848). Összeáll. Budapest, 1971. 383 p.
- Der Aussenhandel des Königsreichs Ungarn (1790–1848). Budapest, 1980. 33 p.

## Díjak, elismerések
- A felsőoktatás kiváló dolgozója (1955)
- Munka Érdemrend (1960)
- Munka Érdemrend ezüst fokozat (1964)
- Munka Érdemrend arany fokozat (1971)
- Szocialista Magyarországért érdemrend (1981)